# Trava zelena
Trava zelena è il quarto album in studio di Severina Vučković pubblicato nel 1995 da Tutico/Croatia Records.

## Il disco
In questo album la cantante abbandona il genere musicale degli album precedenti e passa ad un genere pop e dance. Per una migliore promozione dell'album Severina appare in pubblico con un nastro attorno alla testa e un abbigliamento hippie.
Il primo singolo estratto dall'album è Trava zelena ("erba verde") e diventa subito un successo. Gli altri singoli estratti dall'album sono: Bože moj, Poželi me, Vatra i led e il duetto Ti si srce moje, cantato con Dražen Žerić Žera, cantante del gruppo Crvena Jabuka.
Per la prima volta, come autrice dei testi appare anche Severina (nelle canzoni Ti si srce moje, Poželi me e Ludo moja)

## Tracce
1. Trava zelena - (Zrinko Tutić – Nenad Ninčević – Nikša Bratoš)
2. Vatra i led - (Miro Buljan – Faruk Buljubašić Fayo – Miro Buljan)
3. Ti si srce moje - (duetto con Dražen Žerić Žera) (Zrinko Tutić – Nenad Ninčević / Severina Vučković – Vedran Ostojić)
4. Mr Taliman - (Harry Belafonte / William Attaway / Lord Burgess – Nenad Ninčević – Vedran Ostojić)
5. Bože moj - (Zrinko Tutić – Nenad Ninčević – Nikša Bratoš)
6. Bambola - (Zrinko Tutić – Nenad Ninčević – Nikša Bratoš)
7. Lude godine - (Zrinko Tutić – Nenad Ninčević – Nikša Bratoš)
8. Poželi me - (Zrinko Tutić – Severina Vučković – Nikša Bratoš)
9. Pruži mi ruke - (Miro Buljan – Faruk Buljubašić Fayo – Miro Buljan)
10. Ludo moja - (Rajko Dujmić – Severina Vučković – Vedran Ostojić)